# Jersey Girl
Jersey Girl är en amerikansk långfilm från 2004 efter manus och regi av Kevin Smith.

## Handling
Ollie har ett perfekt liv med sin vackra fru. De skall få sitt första barn och allt är så bra, tills födseln då allt går fel och inget blir som planerat.

## Rollista (urval)
- Ben Affleck - Ollie Trinke
- Liv Tyler - Maya
- Raquel Castro - Gertie, Ollies dotter
- Jennifer López - Getrude, Ollies hustru
- Jason Biggs - Arthur Brickman, Ollies kollega
- George Carlin - Bart Trinke
- Stephen Root - Greenie
- Mike Starr - Block
- Will Smith - sig själv
- Matt Damon och Jason Lee kan även ses i en scen då de intervjuar "Ollie" för ett jobb.